# Справочник Берджи по бактериологической систематике
Bergey’s Manual of Systematic Bacteriology (рус. Справочник Берджи по бактериологической систематике) — основной источник для определения видов бактерий, включающий все имеющиеся классификационные признаки.
Опубликован также справочник Bergey’s Manual of Determinative Bacteriology, предназначенный для классификации неизвестных бактерий.
Впервые опубликован в 1923 году Дэвидом Берджи с целью систематизации структурных и функциональных особенностей бактерий с целью их классификации, однако в последующие годы классификация бактерий носила больше эмпирический характер.

## Организация
С 1980 года началась переработка справочника, был значительно увеличен объём сведений, добавлены разделы об отношениях с другими организмами и прочая расширенная информация. Издание стало четырёхтомным, первый том выпущен в 1984 году. Том 1 включал информацию обо всех грамотрицательных бактериях, имеющих «медицинское и промышленное значение». Том 2 содержал сведения обо всех типах грамположительных бактерий. Том 3 содержал информацию об остальных, не описанных в первом томе, грамотрицательных бактериях и археях. Том 4 был посвящён способным к филаментации актиномицетам и другим похожим бактериям.
Последние тома принципиально отличаются от первых, так как опираются при классификации высших таксонов не на фенотипические признаки, а исключительно на полигению 16S, как в случае с классами протеобактерий.
Последнее издание справочника состоит из 5 томов:
- Том I (2001): «The Archaea and the deeply branching and phototrophic Bacteria»[6]

- Том II (2005): «The Proteobacteria» — в трёх книгах:
  - IIA: «Introductory essays»[5]
  - IIB: «The Gammaproteobacteria»[7]
  - IIC: Other classes of Proteobacteria[8]

- Том III (2009): «The Firmicutes»[9]

- Том IV (2010): «The Bacteroidetes, Spirochaetes, Tenericutes (Mollicutes), Acidobacteria, Fibrobacteres[англ.], Fusobacteria, Dictyoglomi, Gemmatimonadetes, Lentisphaerae[англ.], Verrucomicrobia, Chlamydiae, and Planctomycetes»[10]

- Том V (2011): «The Actinobacteria»[11]

## Отзывы
Журнал Annals of Internal Medicine описывает справочник как «ясно написанный, точный, легко читаемый» и «созданный специально для интересующихся таксономией».